# Herrenhaus Behle
Das Herrenhaus Behle ist ein ruinöses Herrenhaus im polnischen Biała (Behle) bei Trzcianka (Schönlanke).

## Gutsgeschichte
Das Dorf war schon im Mittelalter von Deutschen besiedelt. Im 15. Jahrhundert gehörte das Gut den Czarnkowski, um 1700 den Romanowski dann von 1701 Stanisław Leszczyński und ab 1759 den Radolinski. Wahrscheinlich waren es die Radolińskis, die Ende des 18. Jahrhunderts das Schloss und den Schlossanbau errichteten. 1836 erwarb ein Amtsrat Livonius die Herrschaft Behle, 1852 ging der Besitz an einen von Molte. Später war Herzog Ernst von Sachsen-Altenburg Besitzer. Im Jahr 1912 wurde das ganze Besitztum für 3 Millionen Mark an die Ansiedlungskommission für Posen und Westpreußen abgetreten. Im Schloss wurde die Evangelische Grenzland-Volkshochschule Brenckenhoffheim untergebracht.

## Herrenhaus
Das Herrenhaus, auch Schloss genannt, war von Wallgräben umgeben. Das Gebäude ist unterkellert, einstöckig und mit einem Mansardwalmdach gedeckt. In der 11-achsigen Fassade ist dem Eingang ein bescheidener Säulenportikus vorgelagert, der einen Balkon trägt. Im Westen wird der Baukörper durch einen schmaleren Verbindungsbau verlängert, der in einen quer verlaufenden, zweigeschossigen Flügel mit einem niedrigen Zwischengeschoss übergeht.

## Verweise
- www.netzekreis.de
- historische Postkarte